# Čateška Gora
Čateška Gora je naselje v Občini Litija.